# جون ارين (ملحن)
جون ارين هو عازف جاز وملحن كندي، ولد في 23 سبتمبر 1938 في مونتريال في كندا.

## وصلات خارجية
- جون ارين على موقع ميوزك برينز (الإنجليزية)
- جون ارين على موقع ديسكوغز (الإنجليزية)